# Nic do stracenia (film)
Nic do stracenia – amerykańska komedia sensacyjna z 1997 roku.

## Opis fabuły
Nick Beam jest specjalistą od reklamy, pracującym w Los Angeles. Pewnego razu, kiedy niespodziewanie wraca wcześniej do domu, zastaje swoją żonę w łóżku z szefem. Nick opuszcza dom, wsiada do samochodu i rusza przed siebie. Na skrzyżowaniu próbuje go nieskutecznie obrabować drobny złodziejaszek, T. Paul. Po kłótni i bójce mężczyźni w końcu dogadują się ze sobą. Nick postanawia zemścić się na szefie z pomocą T. Paula.

## Obsada
- Martin Lawrence jako Terrance Paul Davidson
- Tim Robbins jako Nick Beam
- John C. McGinley jako Davis 'Rig' Lanlow
- Giancarlo Esposito jako Charlie Dunt
- Kelly Preston jako Ann Beam
- Michael McKean jako Phillip „P.B” Barrow
- Rebecca Gayheart jako Danielle
- Susan Barnes jako Delores
- Irma P. Hall jako Bertha „Mama” Davidson
- Samaria Graham jako Lisa Davidson
- Marcus T. Paulk jako Joey Davidson
- Steve Oedekerk jako ochroniarz Baxter
- Mary Jo Keenen jako Grace
- Lisa Mende jako Emma
- Penny Bae Bridges jako Tonya Davidson
- Kim Kim jako Mary Ann
- Victoria Redstall jako kobieta w barze